# 双唇清爆发音
雙唇清爆发音是輔音的一種，在國際音標的符號是⟨p⟩，X-SAMPA音標的符號則是⟨p⟩。
雙唇爆发音在世界上非常普遍，大部分語言都有至少一個/p/的變種作為獨立音素，有些甚至更多。許多印度的語言，尤其是印地語，以及許多漢語族的語言，都有送氣的/pʰ/和不送氣的/p/之區別。為強調不送氣，不送氣的/p/也可寫作/p˭/。
在有雙唇濁爆发音/b/的語言中，百分之十缺少/p/音素。這種現象出現在撒哈拉沙漠附近，非洲赤道以北至阿拉伯半島一帶的語言。這個現象的原因有可能是阿拉伯語因為回教的傳播而成為北非地區的正統語言後出現的，因為阿拉伯語早已失去/p/；亦有可能是阿拉伯語本身受另一種更古老的語言影響，而失去了這個音素。另外，這種現象亦出現在其他地區的語言，如原始凱爾特語。

## 特徵
雙唇清爆发音的特點：
- 調音方法是閉塞，也就是說通過阻礙空氣在聲道流動來調音。由於此輔音也是一個口腔輔音，故氣流被完全地阻塞住，而形成一個塞音。
- 調音部位是雙唇，即是以上唇及下唇調音。

- 發聲類型是清音，意味着發音時聲帶並不顫動。
- 本輔音是口腔輔音（口音），表示調音時空氣只從口裡流出。
- 本輔音為中央輔音，調音時氣流在口腔的中央流過舌面，而不從兩側流過。
- 氣流機制是肺部氣流，即由肺與橫膈膜驱动空气。

## 清雙唇塞音的變種
| 音標 | 種類     |
| ---- | -------- |
| p    | 原位 p   |
| pʰ   | 送氣 p   |
| pʲ   | 腭音 p   |
| pʷ   | 圓唇 p   |
| p̚    | 唯閉 p   |
| p̌    | 濁音化 p |
| pʼ   | 擠喉 p   |

## 該音見於阿拉伯語
阿拉伯語中並無/p/。閃語族中的/p/在阿拉伯語中變成/f/，而以阿拉伯語為母語的人會將外來語中的/p/變成/b/，故此希臘語的名字Paulas在阿拉伯語中變成Bulus。

## 該音見於漢語
现代标准汉语有/p/和/pʰ/兩種，拼音時分別以b和p表示。如爸 (bà)、破 (pò)等。/pʲ/亦有存在於官话，當/p/或/pʰ/出現在以i或ü（事实上不可能）作開首的韻母前，就會被顎音化成/pʲ/。
粤语廣州話則有/p/、/pʰ/和/p̚/三種，拼音時/p/以b表示，/pʰ/和/p̚/則以p表示。/p/、/pʰ/只出現在字音開首，/p̚/則只出現在字音結尾。如巴 (baa1)、爬 (paa4)、鴨 (aap3)。

## 該音見於越南語
广西的防城京语有/p/和/pʰ/兩種，/pʰ/只出現在字音開首，/p/出现于韵尾即为塞音韵尾；另外，防城京语中的/p/、/pʰ/、/ɬ/和/tsʰ/四个声母，只能用来拼读来自汉语粤方言的借词。
中古越南语存在/p/和/pʰ/，分別以p和ph表示，/pʰ/只出現在字音開首，/p/只出現在韵尾。ph（/pʰ/）在现代越南语中，以ph（/f/）取代，p（/p/）一般出现于一个字的最后一个字母，为塞音韵尾，而字音開首的p（/p/）多为外来词。

## 該音見於英語
英語中有原位/p/和送氣的/pʰ/，兩者是同位異音，均以p表示。
當p出現在重音音節開首或字的開首時會變成/pʰ/，如print、support、potato。但若p出現的位置既非字的開首，又非重音音節開首的話，如occupant、vapid、keeper；又或者出現在s之後，成為sp，如spin、sprain、suspend，就會讀成/p/。另外，p出現於字末，亦會讀成/p/，例如tip、wasp、telescope。

## 該音見於格魯吉亞語
格魯吉亞語中有/pʰ/和/pʼ/，兩個是獨立的音素，並非同位音。/pʰ/以ფ標示；而/pʼ/則以პ表示。

## 該音見於希臘語
古希臘語中有/p/和/pʰ/兩個音作為獨立音素。/p/以π(pi)表示；/pʰ/以φ(phi)表示。但在亞歷山大大帝死後的希倫時代中，φ已不再用來表示/pʰ/，而是用來表示/f/，一直延續到現代希臘語。現在，希臘語只有/p/為獨立音素，φ則表示/f/。

## 外部連結
- 在PHOIBLE上搜尋含有[p]的語言